# Hűtlenség
A hűtlenség egy bűntett, melynek tényállási elemei nagyrészt azonosak a hazaárulás tényállási elemeivel.  A Btk.  XXIV. Fejezetébe (az állam elleni bűncselekmények közé) tartozó cselekmények egyike.

## A hatályos szabályozás
A 2012. évi C. törvény 259. §-a szerint a hűtlenség meghatározása: 

„Az a magyar állampolgár, aki állami szolgálatával vagy hivatalos megbízatásával visszaélve külföldi kormánnyal vagy külföldi szervezettel kapcsolatot vesz fel vagy tart fenn, és ezzel Magyarország függetlenségét, területi épségét vagy alkotmányos rendjét veszélyezteti, bűntett miatt két évtől nyolc évig, háború idején öt évtől tizenöt évig terjedő szabadságvesztéssel büntetendő.”

## Eltérések a hazaáruláshoz képest
Elkövetési magatartás: az elkövető az általa jogszerűen gyakorolt állami szolgálatával vagy megbízatásával élt vissza, amikor a külföldi kormánnyal vagy külföldi szervezettel kapcsolatot vesz fel. Ellentétben a hazaárulással, a hűtlenség egy materiális deliktum, vagyis a veszélyeztetésnek közvetlenül fennállónak kell lennie.
Alany: csak olyan magyar állampolgár, akinek állami szolgálatából vagy hivatalos megbízatásából van lehetősége külföldi kormánnyal vagy szervezettel kapcsolatot felvenni vagy fenntartani.
A bűncselekmény nem követel meg speciális célt az elkövetőtől, tehát eshetőleges szándékkal is elkövethető.

## Története
Középkori jogunktól a felségsértés egyik formájának elnevezése volt a hűtelenség. A későbbiekben a felség helyébe a népfelség, maga az állam lépett.

## A korábbi szabályozás
Az 1978. évi Btk. 145. §-a szerint "Az a magyar állampolgár, aki állami szolgálatával vagy hivatalos megbízatásával visszaélve külföldi kormánnyal vagy külföldi szervezettel kapcsolatot vesz fel vagy tart fenn, és ezzel a Magyar Köztársaság függetlenségét, területi épségét vagy alkotmányos rendjét veszélyezteti, bűntettet követ el, és két évtől nyolc évig, háború idején öt évtől tizenöt évig terjedő szabadságvesztéssel büntetendő."